# Клетка для орхидей
«Клетка для орхидей» (англ. The Orchid Cage; нем. Der Orchideenkäfig) — считающийся культовым научно-фантастический роман 1961 года немецкого писателя Герберта Франке в жанре антиутопии, написанный в 1961 году.

## Описание сюжета
Группа землян (Ал, Дон и Катя) оказываются на другой планете, где исследуют инопланетный город, давно покинутый обитателями. Они вступают в соперничество с другой группой (Джек, Тонио, Рене и Хейко), цель соревнования - вступить в контакт с инопланетной расой, победитель получит право назвать планету свои именем. Соперничество доходит до прямых боестолкновений, Дон погибает, но на следующее утро воскресает и воссоединяется с группой. Катя погибает, попав в выброс целлюлозной массы, но тоже воскресает на следующее утро. Рене, недовольный грубыми методами Джека, переходит в группу Дона. Ал видел странный фильм, показывающий судьбу обитателей планеты, однако у него возникло больше вопросов чем ответов. Катя предлагает Алу вступить с ней в брак, рассчитывая на пересмотр решения генетической комиссии, одобрившей её будущий брак с Доном. Взамен она требует от Ала немедленно покинуть эту надоевшую ей, мрачную планету. Однако Ал, чувствуя что земляне идут по пути, пройденному обитателями планеты, отказывается покинуть планету, жертвуя будущим счастьем с любимой. Оскорблённая отказом Катя обрывает разговор и на следующий день покидает планету.  Дон, в свою очередь, недовольный сближением Кати и Ала, топтанием группы на месте, переходит в команду Джека.
Город построен высокоразвитой цивилизацией, достигшей впечатляющих высот прогресса — скорее всего даже старше землян. Город защищает силовой купол, не примыкающий к поверхности земли, что даёт землянам возможность проникнуть в город. Поверхность планеты явно подверглась стерилизации, химические вещества подавляют рост любых микроорганизмов. Жилища говорят об антропоморфности хозяев, крайне высоком уровне комфорта, детальной продуманности, балансе, а также высоком уровне развлечений и отдыха. На промышленных предприятиях присутствуют автоматы с искусственным интеллектом, занятые производством продукции, самовозобновлением и охраной.
Джек, устав от бесплодных попыток разгадать тайну планеты, находит ракету, оснащённую ядерной бомбой и собирается запустить её в холм, подозревая что инопланетяне прячутся под ним. Ал и Рене возражают. Дон, раздосадованный на Ала, поддерживает идею Джека. Земляне погибают при атомном взрыве.
На следующее утро, Ал и Рене обследуют радиоактивное пепелище. Они замечают башню, двери которой раскрываются при их приближении. Земляне заходят внутрь и оказываются в плену. По прошествии семи недель, из стены выезжает куб и на земном языке представляется их защитником. На вопрос Ала, является ли куб послом, он отвечает что никто не собирается вступать с Алом и Рене в контакт а их будут судить по земным законам, за целый список преступлений, включающий убийство в 40 случаях и нанесение тяжких телесных повреждений в 120 случаях. Ал и Рене соглашаются предстать перед судом, рассчитывая разгадать тайну планеты. Председатель суда отвергает требование Ала, чтобы их судили обитатели планеты, как бессмысленное.
Автоматы: Защитник, Обвинитель, Председатель, Регистратор и Логистическая машина в роли судьи устраивают судебное заседание. Ал и Рене рассказывают как Дон и Джек случайно обнаружили в телескоп эту планету и решили её исследовать . Регистратор рассказывает, что «обитатели планеты умиротворены», автоматы стерилизовали эту планету и другие планеты изолированной звезды, удалённой на 5 млн. световых лет от других звёзд. После прений обвинения и защиты Логистическая машина выносит приговор. Отметая соображения обвинения и защиты о образе жизни, мышления и т.д. обвиняемых, она приговаривает землян к смерти в газовой камере, за убийства живых существ. Комната обвиняемых превращается в камеру смерти, автоматы подают циановый газ, который не производит действия на приговорённых. Появившийся Защитник недоумевает, ведь он проверил на детекторе лжи сведения землян об их юридической системе и об их биологии. Ал заявляет, что они находятся в плену у автоматов по доброй воли и предлагает защитнику полное объяснение, взамен на контакт с обитателями планеты. Защитник соглашается.
Ал рассказывает, что земляне оказались бессильны покинуть пределы Солнечной системы с помощью ракет. Однако они открыли что передача изображения не связана с передачей энергии. Благодаря этому им удаётся наблюдать за другими солнечными системами в реальном времени. Впоследствии, они открыли как сдвигать атомы с помощью виртуального обмена, благодаря этому они стали создавать на других планетах роботов а потом и «псевдотела». Сами земляне, находясь в Центре передачи изображений на Земле, управляют этими «псевдотелами», они могут менять уровень восприятия и отключаться.
Защитник проводит землян в святая святых - «внутреннюю зону», где потрясённые Ал и Рене видят бесчисленные «клетки для орхидей», где находятся эволюционировавшие человеческие организмы, за миллионы лет утратившие всякую самостоятельность. Они не могут ни двигаться, ни вступать в контакт с кем-то, им не нужно размножаться поскольку они не умирают, автоматы полностью обеспечивают их жизнедеятельность, рудименты сердца, лёгких, желудка более не выполняют своих функций, они даже не мыслят - автоматы раздражают электродами области мозга, отвечающие за чувство удовлетворённости, покоя и счастья, счастливые обитатели планеты находятся в бесконечной нирване. Ал благодарит Защитника, и говорит, что они больше никогда сюда не вернутся, земляне отключаются.